# Saut en longueur masculin aux Jeux olympiques d'été de 2004
Pour un article plus général, voir Athlétisme aux Jeux olympiques d'été de 2004.
Navigation
Sydney 2000 Pékin 2008
L'épreuve du saut en longueur masculin aux Jeux olympiques de 2004 s'est déroulée les 24 et 26 août 2004 au Stade olympique d'Athènes, en Grèce. Elle est remportée par l'Américain Dwight Phillips.

## Résultats

### Finale
| Rang               | Athlète               | Pays        | Essais | Essais | Essais | Essais | Essais | Essais | Marque | Note |
| Rang               | Athlète               | Pays        | 1      | 2      | 3      | 4      | 5      | 6      | Marque | Note |
| ------------------ | --------------------- | ----------- | ------ | ------ | ------ | ------ | ------ | ------ | ------ | ---- |
| Médaille d'or      | Dwight Phillips       | États-Unis  | 8.59   | 8.35   | x      | x      | x      | x      | 8.59   |      |
| Médaille d'argent  | John Moffitt          | États-Unis  | 8.10   | 8.28   | 7.85   | 8.19   | 8.47   | 8.24   | 8.47   | PB   |
| Médaille de bronze | Joan Lino Martínez    | Espagne     | 7.79   | 8.32   | 8.02   | 8.06   | 8.06   | x      | 8.32   | PB   |
| 4                  | James Beckford        | Jamaïque    | 8.15   | 8.15   | 8.31   | 8.12   | x      | x      | 8.31   | =SB  |
| 5                  | Christopher Tomlinson | Royaume-Uni | 8.25   | 8.04   | 8.11   | 8.09   | 8.05   | 7.92   | 8.25   |      |
| 6                  | Ignisious Gaisah      | Ghana       | 8.01   | 8.06   | 8.24   | 8.12   | 8.09   | x      | 8.24   |      |
| 7                  | Iván Pedroso          | Cuba        | x      | 8.19   | x      | 8.09   | x      | 8.23   | 8.23   | SB   |
| 8                  | Bogdan Țăruș          | Roumanie    | 8.21   | x      | 8.08   | x      | x      | 8.16   | 8.21   |      |
| 9                  | Vitaliy Shkurlatov    | Russie      | 7.88   | 8.04   | x      |        |        |        | 8.04   |      |
| 10                 | Jonathan Chimier      | Maurice     | 8.03   | 7.79   | 6.78   |        |        |        | 8.03   |      |
| 11                 | Yago Lamela           | Espagne     | 7.98   | x      | x      |        |        |        | 7.98   |      |
| 12                 | Salim Sdiri           | France      | 7.94   | x      | x      |        |        |        | 7.94   |      |

### Qualifications
Qualification : 8,10 m.
| Rang | Groupe | Athlète                 | Pays            | 1    | 2    | 3    | Distance | Notes  |
| ---- | ------ | ----------------------- | --------------- | ---- | ---- | ---- | -------- | ------ |
| 1    | A      | Dwight Phillips         | États-Unis      | 8.31 | —    | —    | 8.31     | Q      |
| 2    | B      | Jonathan Chimier        | Maurice         | 8.28 | —    | —    | 8.28     | Q, NR  |
| 3    | B      | Christopher Tomlinson   | Grande-Bretagne | 7.76 | 8.23 | —    | 8.23     | Q, SB  |
| 4    | B      | James Beckford          | Jamaïque        | 8.20 | —    | —    | 8.20     | Q      |
| 5    | A      | John Moffitt            | États-Unis      | 7.80 | 8.17 | —    | 8.17     | Q      |
| 6    | A      | Joan Lino Martínez      | Espagne         | 8.10 | —    | —    | 8.10     | Q      |
| 7    | B      | Vitaliy Shkurlatov      | Russie          | 8.09 | X    | X    | 8.09     | q      |
| 8    | A      | Bogdan Țăruș            | Roumanie        | 7.95 | 8.08 | —    | 8.08     | q      |
| 9    | B      | Salim Sdiri             | France          | 8.08 | X    | X    | 8.08     | q      |
| 10   | B      | Yago Lamela             | Espagne         | 7.95 | 8.06 | 8.06 | 8.06     | q, =SB |
| 11   | A      | Iván Pedroso            | Cuba            | 8.05 | X    | 8.04 | 8.05     | q      |
| 12   | A      | Ignisious Gaisah        | Ghana           | X    | 7.84 | 8.05 | 8.05     | q      |
| 13   | B      | Petar Dachev            | Bulgarie        | 8.05 | X    | 7.83 | 8.05     |        |
| 14   | A      | Kafétien Gomis          | France          | X    | 7.99 | X    | 7.99     |        |
| 15   | B      | Víctor Castillo         | Venezuela       | 7.70 | 7.62 | 7.98 | 7.98     |        |
| 16   | A      | Kirill Sosunov          | Russie          | X    | 7.94 | 7.76 | 7.94     |        |
| 17   | A      | Nikolay Atanasov        | Bulgarie        | X    | 7.88 | 7.90 | 7.90     |        |
| 18   | A      | Volodymyr Zyuskov       | Ukraine         | X    | 7.88 | X    | 7.88     |        |
| 19   | A      | Nicola Trentin          | Italie          | 7.86 | X    | x    | 7.86     |        |
| 20   | B      | Kareem Streete-Thompson | Îles Caïmans    | X    | 7.85 | 7.68 | 7.85     |        |
| 21   | B      | Osbourne Moxey          | Bahamas         | 7.81 | 7.80 | 7.66 | 7.81     |        |
| 22   | B      | Loúis Tsátoumas         | Grèce           | 6.99 | 7.81 | X    | 7.81     |        |
| 23   | B      | Walter Davis            | États-Unis      | 7.37 | 7.70 | 7.80 | 7.80     |        |
| 24   | B      | Tarik Bouguetaïb        | Maroc           | 7.79 | 7.63 | X    | 7.79     |        |
| 25   | A      | Gable Garenamotse       | Botswana        | 7.78 | 7.16 | 7.45 | 7.78     |        |
| 26   | A      | Siniša Ergotić          | Croatie         | 7.77 | 7.73 | X    | 7.77     |        |
| 27   | A      | Ndiss Kaba Badji        | Sénégal         | 7.47 | 7.65 | 7.74 | 7.74     |        |
| 28   | B      | Yann Domenech           | France          | 7.56 | 7.73 | X    | 7.73     |        |
| 29   | A      | Shinichi Terano         | Japon           | 7.57 | 7.58 | 7.70 | 7.70     |        |
| 30   | A      | Yahya Berrabah          | Maroc           | 7.53 | 7.62 | 7.19 | 7.62     |        |
| 31   | B      | Nils Winter             | Allemagne       | 7.51 | 7.41 | X    | 7.51     |        |
| 32   | B      | Jadel Gregório          | Brésil          | 7.50 | X    | X    | 7.50     |        |
| 33   | B      | Gaspar Araújo           | Portugal        | X    | 7.27 | 7.49 | 7.49     |        |
| 34   | A      | Zhou Can                | Chine           | 7.36 | 7.47 | X    | 7.47     |        |
| 35   | A      | Dimitrios Filindras     | Grèce           | X    | 7.45 | 7.42 | 7.45     |        |
| 36   | B      | Irving Saladino         | Panama          | X    | 7.28 | 7.42 | 7.42     |        |
| 37   | B      | Abdul Rahman Al-Nubi    | Qatar           | X    | 7.41 | 7.26 | 7.41     |        |
| 38   | A      | Tamás Margl             | Hongrie         | 7.38 | 7.22 | X    | 7.38     |        |
| 39   | A      | Gregor Cankar           | Slovénie        | 5.04 | X    | 7.32 | 7.32     |        |
| —    | A      | Dimítrios Serélis       | Grèce           | X    | X    | X    | NM       |        |
| —    | B      | Oleksiy Lukashevych     | Ukraine         | DNS  | DNS  | DNS  | DNS      |        |

## Légende
Records et Performances
- AR : Record continental (area record)
- CR : Record des championnats (championship record)
- MR : Record du meeting (meet record)
- NR : Record national (national record)
- OR : Record olympique (olympic record)
- PR : Record paralympique (paralympic record)
- PB : Record personnel (personal best)
- SB : Meilleure performance personnelle de la saison (season's best)
- WL : Meilleure performance mondiale de l'année (world leader)
- WJR : Record du monde junior (world junior record)
- WR : Record du monde (world record)

Circonstances et Conditions
- DNF : N'a pas terminé (did not finish)
- DNS : N'a pas pris le départ (did not start)
- DQ : Disqualification (disqualification)
- NM : Aucun essai valable enregistré (No Mark)
- Q : Qualifié « directement » au prochain tour (ou à la prochaine compétition), lors d'une compétition majeure, grâce au classement ou à la réalisation des minima (automatic qualifier)
- q : Qualifié au prochain tour (ou à la prochaine compétition), lors d'une compétition majeure, grâce au repêchage ou à la réalisation de l'une des meilleures performances parmi celles des « non qualifiés directement » (grâce au meilleur temps ou à la meilleure distance par exemple) (secondary qualifier)